# هيرميسمان ضد سيير
هيرميسمان ضد سيير (ولاية كانساس سابقًا متعلقًا بهيرسمان ضد ساير، 847 صفحة .2.2 127 (كان. 1993)) هي قضية في كانساس، الولايات الولايات المتحده الأمريكية، حيث دافعت فيها كولين هيرميسمان بنجاح عن حق المرأة في مقاضاة والد طفلها بسبب نفقة الطفل حتى لو كان الحمل نتيجة عمل إجرامي ارتكبته المرأة. رُفعت الدعوى باسمها من قبل إدارة الخدمات الاجتماعية والتأهيلية في كانساس.